# Johanna Elisabet av Holstein-Gottorp

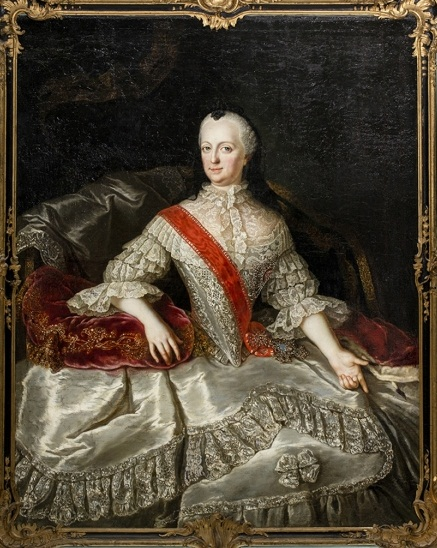
Johanna Elisabet av Holstein-Gottorp.

Johanna Elisabet av Holstein-Gottorp, född 24 oktober 1712, död 30 maj 1760 i Paris, var furstinna av Anhalt-Zerbst mellan 1742 och 1747, gift med furst Kristian August av Anhalt-Zerbst. Hon var ställföreträdande regent i furstendömet Anhalt-Zerbst som förmyndare för sin son furst Fredrik August av Anhalt-Zerbst från 1747 till 1752.
Hon är främst känd som mor till Katarina den stora, som hon följde till det ryska hovet inför dennas giftermål med Peter 1744, men förvisades från Ryssland för spioneri efter bröllopet. 

## Biografi

### Tidigt liv
Johanna var dotter till Kristian August av Holstein-Gottorp och Albertina Fredrika av Baden-Durlach. Hon var syster till kung Adolf Fredrik av Sverige; hennes bror valdes 1743 till tronarvinge i Sverige, och besteg tronen där 1751. 
Johanna Elisabet beskrivs som ung som en vacker blondin med en extrovert personlighet, som lätt kunde bekanta sig med andra med ett vänligt sätt och som ansträngde sig att bete sig vinnande i sällskap, men som pratade för mycket och lätt blev förargad. 
År 1727 blev hon mot sin vilja gift med furst Kristian August av Anhalt-Zerbst. Johanna beskrivs som ambitiös, viljestark och äregirig, och var missnöjd med sitt äktenskap på grund av dess låga status. Äktenskapet var också olyckligt på grund av parets skilda personligheter: Kristian hade en enkel och okomplicerad läggning och var nöjd med att leva ett enkelt soldatliv, medan Johanna var extrovert och ambitiös, med smak för ett societetsliv som paret inte hade råd med. Hennes make var soldat i Preussens armé och familjen levde relativt anspråkslöst i Stettin, där hennes make 1729 utsågs till kommendant. Johanna trivdes dåligt med livet som soldathustru i Stettin, och besökte ofta sina släktingar i Braunschweig och de olika tyska hoven för att leva societetsliv. 
År 1741 besteg Elisabet av Ryssland tronen i Ryssland. Elisabet adopterade i januari 1742 sin systerson, Peter Ulrik av Holstein-Gottorp, som tronarvinge. Elisabet hade tidigare varit trolovad med Johannas bror. Johanna tog kontakt med Elisabet och sände henne en bild på sin dotter, och Elisabet ska ha tyckt om hennes utseende. 
I november 1742 besteg Johannas make Kristian tronen i det lilla tyska furstendömet Anhalt-Zerbst, som var ett av de minsta furstendömena i Tyskland. Han ärvde tronen tillsammans med sin bror, och valde att i praktiken överlåta regeringen på sin bror, medan han stannade i Stettin som kommendant. Hans tronbestigning påverkade därför i praktiken inte Johannas liv, även om hon tekniskt sett fick titeln furstinna av Anhalt-Zerbst. År 1743 valdes Johannas bror Adolf Fredrik till Sveriges tronarvinge tack vare Elisabets stöd. 

### Ryssland
I januari 1744 blev Johanna inbjuden att besöka Elisabet i Ryssland tillsammans med sin dotter, Katarina. Det förutsattes att Elisabet planerade att föreslå ett giftermål mellan Katarina och hennes kusin, Rysslands nya tronarvinge storfurst Peter. 
Johanna mottog strax därefter en inbjudan av Fredrik II av Preussen att besöka Berlin tillsammans med sin familj. Under besöket i Berlin erbjöd Fredrik II Johanna att ersätta Aleksej Bestuzjev-Rjumin som Preussens hemliga agent i Sant Petersburg, och Johanna accepterade. Johanna och Katarina avreste därefter till Ryssland utan Kristian August, som inte var inbjuden. Hon reste inkognito under namnet "grevinnan Reinbeck". De anlände till det ryska hovet i Moskva 9 februari, där de togs emot av Elisabet och Peter. Johanna beskrivs som mycket entusiastisk inför utsikterna att dottern skulle bli en framtida kejsarinna, då detta tillfredsställde hennes sociala ambitioner.
Johanna gjorde sig inte omtyckt under sin vistelse vid det ryska hovet. Hennes pretentioner angående hovetiketten, där hon krävde att få en framskjuten plats i hierarkin på grund av sin ställning som tronföljarens svärmor, väckte ogillande. Hennes förhållande med en hovman skadade ytterligare hennes ställning. 
Johanna hade initialt en god relation till Elisabet. Hennes relation till Peter blev dock snabbt dålig. När Katarina insjuknade och Johanna vägrade ge sitt tillstånd att åderlåta henne, inträffade en brytning mellan Johanna och Elisabet, som insisterade på att vårda Katarina själv.
I egenskap av preussisk agent underminerade hon på uppdrag av Fredrik II vice kansler Bestuzjev. Denne lyckades få tag på brev som cirkulerade mellan Johanna och Preussens och Frankrikes ambassadörer, kopierade dem och visade dem för Elisabet. Elisabet blev rasande över Johannas spioneri och krävde att Johanna skulle lämna Ryssland omedelbart efter bröllopet mellan Katarina och Peter. 
Vigseln mellan Katarina och Peter ägde rum 21 augusti 1745. Efter dotterns giftermål utvisades Johanna omedelbart från Ryssland av Elisabet och tvingades återvända till Tyskland. I Riga mottog hon en befallning att lämna över ett meddelande till Fredrik II om att han skulle återkalla sin ambassadör, som hade ertappats med att konspirera mot vice kansler Bestuzjev.

### Regentskap och senare liv
I november 1746 avled Johannas svåger Johan Ludvig II och hennes make blev den enda fursten av Anhalt-Zerbst. Hennes make avsade sig då sitt ämbete i Stettin och flyttade till Zerbst för att överta regeringen med sin familj. Johanna kunde nu slutligen i praktiken bli furstinna av Anhalt-Zerbst. 
16 mars 1747 avled Kristian August och efterträddes av sin och Johannas son Fredrik August. Eftersom Fredrik August var omyndig tillsattes en 
förmyndarregering, som hon presiderade över som sin sons förmyndare och regent. 
Johanna regerade i fem år. År 1750 lät hon påbörja bygget av Dornburgs slott nära Gommern, avsett som ståndsmässig byggnad för besök för hennes dotter eller hennes bror kungen av Sverige, men ingen av dem kom på besök. 
Hennes son blev myndig 1752, vilket avslutade hennes regering. 
Trots att Anhalt-Zerbst officiellt förklarade neutralitet under sjuårskriget, tog Johanna emot där marquis de Fraigne, som anklagades för spionage, något som upptogs illa av Preussen som uppfattade det som en markering av stöd för Frankrike. 
År 1758 invaderades furstendömet av Preussen under sjuårskriget och Johanna och hennes son tvingades fly. De bosatte sig i Paris, där Johanna bodde anonymt under grevinnan av Oldenburg. Hon dog djupt skuldsatt 1760.

## Barn
1. Katarina II av Ryssland (1729–1796).
2. Wilhelm Christian Friedrich (1730–1742).
3. Fredrik August av Anhalt-Zerbst (1734–1793).
4. Auguste Christine Charlotte (född och död 1736).
5. Elisabeth Ulrike (1742–1745).

## Anfäder
|                                      |  |  |  |  |  |  |  |                                     |  |  |  |  |  |  |  |                                      |  |  |  |  |  |  |  | Fredrik III av Holstein-Gottorp          |
|                                      |  |  |  |  |  |  |  |                                     |  |  |  |  |  |  |  |                                      |  |  |  |  |  |  |  |                                          |
|                                      |  |  |  |  |  |  |  |                                     |  |  |  |  |  |  |  | Kristian Albrekt av Holstein-Gottorp |  |  |  |  |  |  |  |                                          |
|                                      |  |  |  |  |  |  |  |                                     |  |  |  |  |  |  |  |                                      |  |  |  |  |  |  |  |                                          |
|                                      |  |  |  |  |  |  |  |                                     |  |  |  |  |  |  |  |                                      |  |  |  |  |  |  |  | Marie Elisabeth av Sachsen               |
|                                      |  |  |  |  |  |  |  |                                     |  |  |  |  |  |  |  |                                      |  |  |  |  |  |  |  |                                          |
|                                      |  |  |  |  |  |  |  | Kristian August av Holstein-Gottorp |  |  |  |  |  |  |  |                                      |  |  |  |  |  |  |  |                                          |
|                                      |  |  |  |  |  |  |  |                                     |  |  |  |  |  |  |  |                                      |  |  |  |  |  |  |  |                                          |
|                                      |  |  |  |  |  |  |  |                                     |  |  |  |  |  |  |  |                                      |  |  |  |  |  |  |  | Fredrik III av Danmark                   |
|                                      |  |  |  |  |  |  |  |                                     |  |  |  |  |  |  |  |                                      |  |  |  |  |  |  |  |                                          |
|                                      |  |  |  |  |  |  |  |                                     |  |  |  |  |  |  |  | Fredrika Amalia av Danmark           |  |  |  |  |  |  |  |                                          |
|                                      |  |  |  |  |  |  |  |                                     |  |  |  |  |  |  |  |                                      |  |  |  |  |  |  |  |                                          |
|                                      |  |  |  |  |  |  |  |                                     |  |  |  |  |  |  |  |                                      |  |  |  |  |  |  |  | Sofia Amalia av Braunschweig-Lüneburg    |
|                                      |  |  |  |  |  |  |  |                                     |  |  |  |  |  |  |  |                                      |  |  |  |  |  |  |  |                                          |
| Johanna Elisabet av Holstein-Gottorp |  |  |  |  |  |  |  |                                     |  |  |  |  |  |  |  |                                      |  |  |  |  |  |  |  |                                          |
|                                      |  |  |  |  |  |  |  |                                     |  |  |  |  |  |  |  |                                      |  |  |  |  |  |  |  | Fredrik VI av Baden-Durlach              |
|                                      |  |  |  |  |  |  |  |                                     |  |  |  |  |  |  |  |                                      |  |  |  |  |  |  |  |                                          |
|                                      |  |  |  |  |  |  |  |                                     |  |  |  |  |  |  |  | Fredrik VII av Baden-Durlach         |  |  |  |  |  |  |  |                                          |
|                                      |  |  |  |  |  |  |  |                                     |  |  |  |  |  |  |  |                                      |  |  |  |  |  |  |  |                                          |
|                                      |  |  |  |  |  |  |  |                                     |  |  |  |  |  |  |  |                                      |  |  |  |  |  |  |  | Christina Magdalena av Pfalz-Zweibrücken |
|                                      |  |  |  |  |  |  |  |                                     |  |  |  |  |  |  |  |                                      |  |  |  |  |  |  |  |                                          |
|                                      |  |  |  |  |  |  |  | Albertina Fredrika av Baden-Durlach |  |  |  |  |  |  |  |                                      |  |  |  |  |  |  |  |                                          |
|                                      |  |  |  |  |  |  |  |                                     |  |  |  |  |  |  |  |                                      |  |  |  |  |  |  |  |                                          |
|                                      |  |  |  |  |  |  |  |                                     |  |  |  |  |  |  |  |                                      |  |  |  |  |  |  |  | Fredrik III av Holstein-Gottorp          |
|                                      |  |  |  |  |  |  |  |                                     |  |  |  |  |  |  |  |                                      |  |  |  |  |  |  |  |                                          |
|                                      |  |  |  |  |  |  |  |                                     |  |  |  |  |  |  |  | Augusta Maria av Holstein-Gottorp    |  |  |  |  |  |  |  |                                          |
|                                      |  |  |  |  |  |  |  |                                     |  |  |  |  |  |  |  |                                      |  |  |  |  |  |  |  |                                          |
|                                      |  |  |  |  |  |  |  |                                     |  |  |  |  |  |  |  |                                      |  |  |  |  |  |  |  | Marie Elisabeth av Sachsen               |
|                                      |  |  |  |  |  |  |  |                                     |  |  |  |  |  |  |  |                                      |  |  |  |  |  |  |  |                                          |